# Jain Kim
Jain Kim, née le 11 septembre 1988 en Corée du Sud, est une grimpeuse professionnelle. Elle est spécialisée dans les compétitions et participe aux championnats et à la coupe du monde d'escalade. Elle a notamment gagné sept fois les championnats d'Asie d'escalade (six fois en difficulté et une fois en bloc), ainsi que la coupe du monde de difficulté en 2010, 2013 et 2014. A Inzai, en 2019, elle devient la première personne de l'histoire à collecter 30 victoires en Coupe du Monde.

## Biographie
Jain Kim commence l'escalade à l'âge de 12 ans avec sa famille, et particulièrement ses deux frères qui pratiquent aussi l'escalade. Rapidement passionnée par ce sport, elle se met à faire de la compétition dès l'âge de 14 ans. Elle montre très vite de grandes capacités dans ce domaine malgré sa petite taille et gagne les championnats d'Asie junior de difficulté en 2002.
À partir de 2004, elle participe à la coupe et aux championnats du monde d'escalade et se classe rapidement dans les dix premières. Elle participe aussi aux championnats d'Asie d'escalade et remporte la médaille d'or en difficulté en 2004, 2005 et 2006, ainsi que la médaille d'argent en bloc en 2006.
Après une pause de 3 ans au cours de laquelle elle donne naissance à une petite fille, Kim revient à la compétition en 2022 aux championnats d’Asie où elle remporte la médaille de bronze en difficulté.

## Palmarès

### Championnats du monde
- 2014 à Gijón (Espagne)
  -  Médaille d'or en difficulté
- 2012 à Paris
  -  Médaille d'or en combiné
  -  Médaille d'argent en difficulté
- 2009 à Qinghai (Chine)
  -  Médaille d'argent en difficulté

### Coupe du monde d'escalade
- 2015 : 2e de la coupe en difficulté
- 2014 : Vainqueur de la coupe en difficulté
- 2013 : Vainqueur de la coupe en difficulté
- 2012 : 2e de la coupe en difficulté
- 2011 : 2e de la coupe en difficulté
- 2010 : Vainqueur de la coupe en difficulté

### Jeux mondiaux
- Jeux mondiaux 2005
  - 5
- Jeux mondiaux 2009, à Kaohsiung (Taïwan)
  -  Médaille d'argent en difficulté;
- Jeux mondiaux 2013, à Cali (Colombie)
  -  Médaille d'argent en difficulté;
- Jeux mondiaux 2017
  - 4

### Championnats d'Asie
- 2022
  -  Médaille de bronze en difficulté

- 2010
  -  Médaille d'or en difficulté
  -  Médaille d'argent en bloc
- 2009 à Chuncheon (Corée du Sud)
  -  Médaille d'or en difficulté
  -  Médaille d'argent en bloc
- 2008 à Guangzhou (Chine)
  -  Médaille d'or en difficulté
  -  Médaille d'or en bloc
- 2006 à Kaohsiung (Taïwan)
  -  Médaille d'or en difficulté
  -  Médaille d'argent en bloc
- 2005 Iran
  -  Médaille d'or en difficulté
- 2004 à Jeollanam Do (Corée du Sud)
  -  Médaille d'or en difficulté

### Autres compétitions
- Rock Master d'Arco :  en 2010